# Kirin Cup 2009
Kirin Cup 2009 – trzydziesta edycja towarzyskiego turnieju piłkarskiego Kirin Cup. Odbyła się w dniach 27–31 maja 2009 roku w Japonii. W turnieju tradycyjnie udział wzięły trzy zespoły. Oprócz gospodarzy wystąpiły w nim również reprezentacje Chile i Belgii.

## Mecze
Wyniki spotkań:
| 27 maja 2009 | Japonia                                  | 4:0   | Chile |                                                              |
|              | Okazaki 20', 24' · Abe 52' · Honda 90+2' | (2:0) |       | Stadion Nagai, Osaka Widzów: 43,531 Sędzia: Anders Hermansen |

| 29 maja 2009 | Belgia        | 1:1   | Chile     |                                                              |
|              | Roelandts 15' | (1:1) | Medel 23' | Fukuda Denshi Arena, Chiba Widzów: 6,050 Sędzia: Minoru Tōjō |

| 31 maja 2009 | Japonia                                              | 4:0   | Belgia |                                                             |
|              | Nagatomo 21' · Nakamura 23' · Okazaki 60' · Yano 77' | (2:0) |        | Stadion Olimpijski, Tokio Widzów: 42,520 Sędzia: Rob Styles |

## Tabela końcowa
Tabela końcowa turnieju:
| M | Reprezentacja | L.m. | Zw. | Rem. | Por. | Bramki | R.br. | Pkt |
| 1 | Japonia       | 2    | 2   | 0    | 0    | 8:0    | +8    | 6   |
| 2 | Chile         | 2    | 0   | 1    | 1    | 1:5    | -4    | 1   |
| 2 | Belgia        | 2    | 0   | 1    | 1    | 1:5    | -4    | 1   |